# Ebersberger Forst
Ebersberger Forst er et stort skovområde ca. 30 km øst for München i Landkreis Ebersberg i den tyske delstat Bayern, der består af de tre kommunefrie (Gemeindefreie) områder Anzinger Forst, Ebersberger Forst og Eglhartinger Forst.

## Beliggenhed og størrelse
Med en udstrækning på omkring 90 km² er det et af de største sammenhængende skovområder i Tyskland, som ikke brydes af byer og bebyggelser. 77 km² af arealet ejes af delstaten Bayern, resten er enten kommunalt eller privat. Skoven grænser til følgende byer og kommuner, begyndende i syd: Ebersberg, Kirchseeon, Zorneding, Vaterstetten, Anzing, Forstinning, Hohenlinden og Steinhöring. 
I nord og vest ligger den på Münchener Schotterebene (Grusletten ved München) og går i sydøst over i det bayerske endemorænelandskab med naturbeskyttelsesområdet Egglburger See . Det højeste punkt er Ludwigshöhe i sydøst ved Ebersberg med 617 moh., – på denne findes et 40 m højt udsigtstårn, og Museum Wald und Umwelt for byen Ebersberg. Fra udsigtstårnet har man i klart vejr en god udsigt til den nordlige del af Alperne fra Salzburger Alperne til Wettersteingebirge.
Området er en del af Forstreviers Ebersberg med administration i Ebersberg, som også bestyrer Wildpark Ebersberg. Vildtparken et cirka 50 km² stort, indhegnet areal i skoven, med en yderligere afgrænset fredszone for vildtet.